# Tsulthrim Drayga
Tsulthrim Drayga (1790 – 1820) foi um Desi Druk do reino do Butão, reinou de 1809 até 1810. Foi antecedido no trono por Bop Choda, tendo-lhe seguido Jigme Dragpa II.